# Registry Life
Registry Life — бесплатная утилита, предназначенная для поиска и исправления ошибок, а также оптимизации системного реестра Windows.

## Описание
Утилита Registry Life служит для обслуживания реестра для повышения быстродействия и надёжности работы в среде Microsoft Windows. Программа производит анализ целевой системы на выявление с дальнейшим исправлением ошибок в системном реестре.
Главной её задачей является поиск неиспользуемых записей-ссылок, которые бездействуют в системе, и безопасное удаление таковых. Кроме этого, Registry Life отслеживает фрагментированность самой базы данных реестра, при надобности может произвести дефрагментацию, а также сжатие реестра для уменьшения размера.
Анализ происходит в более чем 10 различного рода категориях. По желанию пользователя утилита может сделать оптимизацию реестра как по расписанию, так и в автоматическом режиме. Имеется поддержка исключений.
Registry Life является бесплатным вариантом другой утилиты от Chemtable Software — Reg Organizer.